# Archives du XXe siècle
 (janvier 2016).
Si vous disposez d'ouvrages ou d'articles de référence ou si vous connaissez des sites web de qualité traitant du thème abordé ici, merci de compléter l'article en donnant les références utiles à sa vérifiabilité et en les liant à la section « Notes et références ».

Archives du XXe siècle est une série d'entretiens produits par Jean José Marchand pour l'ORTF entre 1969 et 1974.

## Historique
En 1968, Jean José Marchand filme pour l'O.R.T.F. les derniers témoins de la vie d'Apollinaire à l'occasion du cinquantenaire de sa mort, et propose alors d'entamer une collection : les Archives du XXe siècle. Environ 150 personnalités ont été ainsi filmées, parfois in extremis avant leur disparition – pour certaines d'entre elles, il n'existe aucun autre document audiovisuel. Les quelques diffusions spécifiques à l'époque même et les rares rediffusions (dans le programme Océaniques, et plus tard sur la chaîne Histoire) sont loin d'avoir exploité l'intégralité de la somme documentaire des Archives du XXe siècle.
Conservées aux Archives françaises du film CNC de Bois d'Arcy à l'état de rushes, c'est en fait la majorité des Archives du XXe siècle, tournées en 16mm négatif, qui demeure aujourd'hui encore inédite. Les services de la SFP ont assuré leur restauration et leur numérisation depuis 2005.
Directeur de la collection, élaborant les questionnaires, toujours derrière la caméra, même si à partir de 1971 il put faire lui-même les entretiens – jusqu'à cette date, il ne pouvait être à la fois producteur de la série et interviewer – Jean José Marchand est resté intentionnellement dans l'ombre de son grand projet. Outre celui-ci, ont participé aux Archives du XXe siècle les réalisateurs Philippe Collin, Hubert Knapp, Pierre-André Boutang, Pierre Mignot, Colette Thiriet, Pierre Beuchot, Jean-Marie Drot, Serge Hanin, Jacques Nahum, Michel Latouche, Roger Ikhlef… ; et, aux côtés de Jean José Marchand, en tant qu'intervieweurs, Philippe Collin, Pierre Andreu, Dominique de Roux, Piero Sanavio, Jean-Marie Drot, Pierre-André Boutang, Hubert Knapp...
Dans les années 1980, Jean José Marchand et Suzanne Bujot reconduisirent cette entreprise pour quelques entretiens avec des peintres, commandés par le service audiovisuel du Mnam (Centre Pompidou). Enfin, la série Mémoires du XXe siècle, produite par Pierre-André Boutang pour la chaîne FR3, et pour laquelle Jean José Marchand mena de nouveaux entretiens, peut être considérée comme une sorte de prolongement des Archives du XXe siècle.

## Liste desArchives duXXesiècle
- Raymond Abellio
- Gueorgui Adamovitch
- Rafael Alberti
- Dámaso Alonso
- Jorge Amado
- Georges Annenkov
- Alexandre Arnoux
- Robert Aron
- Pierre Audard
- Gabriel Audisio
- Georges Auric
- Jacques Baron
- Philippe Barrès
- Roland Barthes
- Jacques Benoist-Méchin
- José Bergamin
- Emmanuel Berl
- Raymond Bernard
- Pierre Bertin
- André Beucler
- José Bianco
- Ernst Bloch
- Jorge Luis Borges
- Jenny Bradley
- Antonella Vigliani Bragaglia
- Arik Brauer
- Marcel Breuer
- Gabriële Buffet-Picabia
- Henri Büsser
- Madame Caïazzo[Qui ?]
- Roger Caillois
- Georgette Camille
- Marc Chagall
- Serge Charchoune
- Suzanne Chennevière
- Charlotte Chennevière
- Giorgio de Chirico
- Henry Cliquennois
- Henri Clouard
- L. Cogeval[Qui ?]
- Paul Colin
- Simone Collinet
- Henri Crémieux
- André Cuisenier
- Józef Czapski
- Maria Czapska
- Salvador Dalí
- Robert Debré
- Sonia Delaunay
- Mino Delle Site (de)
- Joseph Delteil
- Alice Derain
- Max Deutsch
- Pierre Deval
- Gerardo Diego
- John Dos Passos
- Gerardo Dottori
- Rachel Doyen
- Marcel Duchamp
- Jean Duhamel
- Victor Duhamel
- André Dunoyer de Segonzac
- Louis Durey
- Madame Luc Durtain[Qui ?]
- Luigi Emery (it)
- Pierre Emmanuel
- Germaine Everling-Picabia
- Julius Evola
- José Maria Ferreira de Castro
- Ève Francis
- Ernst Fuchs
- Stanislas Fumet
- Maximilien Gauthier
- Gianandrea Gavazzeni
- René Georgin
- Jefim Golyscheff
- Alice Halicka
- Arthur Harfaux
- Raoul Hausmann
- Rudolf Hausner
- Franz Hellens
- Maurice Henry
- René Hilsum
- Henri Hoppenot
- Richard Huelsenbeck
- Wolfgang Hutter
- Maxime Jacob
- Roman Jakobson
- Marcel Janco
- René Johannet
- Henriette Charasson
- Marcel Jouhandeau
- Ernst Jünger
- Daniel-Henry Kahnweiler
- Nina Kandinsky
- Roger Karl
- Boris Kochno
- Alexandre Koussikov
- Patrice de La Tour du Pin
- Irène Lagut
- Marianne Lams
- Juan Larrea
- René Laubiès
- James Laughlin
- Anton Lehmden (en)
- María Teresa León
- Claude Levi-Strauss
- Madame André Lhote[Qui ?]
- Jacques Lipchitz
- Salvador de Madariaga
- Berthold Mahn
- Katia Mann
- Man Ray
- Gabriel Marcel
- Benedetta Cappa
- André Masson
- Walter Mehring
- Robert Meyrat
- Darius Milhaud
- Madeleine Milhaud
- Pierre Minet
- Mario Missiroli
- Eugenio Montale
- Henry de Montherlant
- Paul Morand
- Paul Neuhuys
- Georges Neveux
- Victoria Ocampo
- Aldo Palazzeschi
- Pierre Pascal
- Marcel Péguy
- Francis Ponge
- Ezra Pound
- Vladimir Pozner
- Giuseppe Prezzolini
- Henriette Psichari
- Claude-André Puget
- Mary de Rachewiltz (en)
- Siegfried Walter de Rachewiltz
- Georges Ribemont-Dessaignes
- Hans Richter
- Alain Robbe-Grillet
- Juliette Roche
- Jules Romains
- Denis de Rougemont
- Louis Rougier
- Ernst von Salomon
- Nathalie Sarraute
- Henri Sauguet
- Christian Schad
- Vanni Scheiwiller
- Jeanne Severini
- Ignazio Silone
- Madame Simone
- Philippe Sollers
- Philippe Soupault
- Stephen Spender
- Germaine Tailleferre
- Valentine Tessier
- Giuseppe Ungaretti
- Giambattista Vicari
- Charles Vildrac
- Jean Wahl
- Jean Wiener
- Beatrice Wood
- Boris Zaïtsev

## Liste desMémoires duXXesiècle
Maurice Nadeau, Georges Mogin, Nina Berberova, David Rousset, Alfred Sauvy.